# Theo Zingg

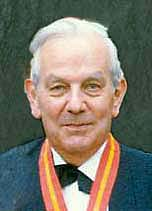
Theo Zingg (1992)

Theophil «Theo» Zingg (* 22. Februar 1925 in Pfyn; † 5. Januar 1993 in Birmensdorf; heimatberechtigt in Sitterdorf) war ein Schweizer Zeitungsverleger und Verlagsmanager. Von 1958 bis 1969 war er Herausgeber der Basler Nachrichten, von 1978 bis 1991 war er Präsident der Schweizerischen Depeschenagentur.

## Biographie
Zingg wuchs in Diessenhofen auf und besuchte dort Primar- und Sekundarschule. Die Kantonsschule absolvierte er in Schaffhausen und Frauenfeld. Danach nahm er ein Wirtschaftsstudium an der Universität Lausanne auf. Nach seinem Studium übernahm er als erste Funktion in den Medien administrative Aufgaben im Verlag der Gazette de Lausanne.
Nach dem Zweiten Weltkrieg hielt er sich während drei Jahren in Lisala im Belgisch-Kongo auf, wo er eine Plantage verwaltete.
Von 1958 bis 1969 war er als Nachfolger von Karl Sartorius Direktor der Basler Berichthaus AG und damit Herausgeber der Basler Nachrichten. Von 1958 bis 1987 war er zudem Mitglied des Verwaltungsrats des Verlags Schiffahrt und Weltverkehr AG, ab 1967 als Präsident.
Von 1966 bis 1991 war er Mitglied des Verwaltungsrates der Schweizerischen Depeschenagentur (SDA), ab 1969 Mitglied des Ausschusses, ab 1970 Vizepräsident. 1978 wurde er zum Präsidenten des Verwaltungsrates gewählt, nach seinem Rücktritt Mitte 1991 zum Ehrenpräsidenten. Von 1976 bis 1993 war er zudem Mitglied des Verwaltungsrates der Sportinformation Si (heute sda-Sport), ab 1986 bis zu seinem Tode 1993 Präsident. Er war Vizepräsident des Schweizerischen Zeitungsverleger-Verbands (heute Verband Schweizer Medien) und der von diesem zusammen mit der Union romande de journaux gegründeten «Gesellschaft zur Förderung der Presse».
Von 1969 bis 1973 war er Vizedirektor (und bis 1978 noch Mitglied des Stiftungsrates) des Zürcher Zeitschriftenverlages Conzett & Huber, u. a. Herausgeber der 1989 von Tamedia übernommenen Kulturzeitschrift Du (heute im Besitz von Oliver Prange). Von 1970 bis 1976 war er Mitglied des Verwaltungsrates der Bildagentur Illustrations- und Photopress AG, an der damals die SDA beteiligt war.
1970 siedelte die Familie nach Bonstetten über, wo Zingg in die Freisinnig-Demokratische Partei eintrat und Präsident der Oberstufenschulpflege Bonstetten/Stallikon/Wettswil wurde.
Im Frühling 1980 übernahm er die Leitung der maroden Firmen des gescheiterten Verlegers der Frauenzeitschrift Frau, Paul Feissli, Albis Verlag AG, Albena AG und Graphische Betriebe Albena AG, zwecks ihrer Abwicklung bis Ende 1980. Die Frau ging hälftig an die Herausgeber von Annabelle/Elle und femina, Weltwoche Verlag AG bzw. Conzett & Huber Verlag AG, die Druckereibetriebe wurden verkauft.
Theo Zingg starb im 69. Altersjahr bei einem Verkehrsunfall. Er geriet in seinem Wagen auf vereister Strasse bei Filderen-Birmensdorf ins Schleudern und kollidierte frontal mit einem entgegenkommenden Lastwagen. Nach Polizeiangaben erlag er noch auf der Unfallstelle seinen Verletzungen.
Zingg war seit 1951 mit Joanna Boschloo aus Utrecht († 1997) verheiratet und hatte mit ihr vier Söhne und eine Tochter.